# Erythrocephalum jeffreyanum
Erythrocephalum jeffreyanum là một loài thực vật có hoa trong họ Cúc. Loài này được S.Ortiz & Rodr.Oubiña mô tả khoa học đầu tiên năm 1998.